# Нории в Хама
Нориите в Хама (на арабски: نواعير حماة) са серия от 17 нории – исторически машини за напояване, разположени по поречието на река Оронт в град Хама, Сирия. Те са високи водни колела с кутиевидни отделения за събиране на вода, вградени около джантите им. Докато реката тече, тя избутва тези контейнери за събиране на вода под вода, където те бързо се пълнят, след което се изтласкват до върха на колелото, където се изпразват в акведукт. Акведуктът може да пренася вода за снабдяване на сгради, градини и земеделски земи.
Седемнадесет от оригиналните нории на Хама са запазени. Те са забележителни със средновековния си произход, с големия си брой и с огромните си размери, като две от тях в продължение на близо 500 години са най-високите водни колела в света. През XXI век нориите на Хама вече не осигуряват водоснабдяване, но са възхвалявани като пример за напреднала технология за водоснабдяване в средновековните мюсюлмански общества и заради поразителните гледки и звуци, които издават, когато се завъртат. През 2006 г. по-старата от двете гигантски нории, Нория ал-Мухамадия от 1361 г., е удостоена с обозначението „Историческа забележителност на машиностроенето“ от Американското дружество на машинните инженери, отбелязвайки важна крачка напред в технологиите в международен план.

## Ранна история
Има сериозни основания да се смята, че много нории са действали в Хама поне до края на XII век. Точни дати са известни за двете изключително големи нории от техните надписи: Нория ал-Мухамадия, създадена през 1361 г., и Нория ал-Ма'мурия – през 1453 г.
Въпреки това е напълно възможно някои нории да са действали в Хама няколко века по-рано. Регионален историк от XIII век пише, че нориите са съществували в Хама в края на IX век. Нории са били използвани близо до Хама до 350 г., съдейки по мозайки и плочки с изображения на нории, открити в Апамея – арамейски град, също на река Оронт, на 55 км надолу по течението от Хама. Тези изображения на нории показват поразително подобен дизайн на тези в Хама днес.
В средата на VII век районът около Хама е завладян и погълнат от разрастващата се мюсюлманска арабска държава. Последните усърдно усвояват новите технологии, с които се сблъскват, като нориите, усъвършенстват ги и разширяват употребата им. Първите нории в Хама може да са били построени през римския/византийския период или може да са били построени от по-късното мюсюлманско общество, използвайки установения местен дизайн.
Очевидна причина за изграждането на нории в Хама е липсата на наклон на Оронт, съчетана с височината на бреговете й, което прави това най-практичният вариант за черпене на напоителна вода от реката.
Датите за произхода на тези нории се отнасят до оригиналната нория на дадено място, защото, както всички функциониращи исторически водни колела, нориите на Хама са били многократно ремонтирани и възстановявани през вековете, тъй като дървените части непрекъснато се нуждаят от подмяна. Според една оценка, ако е добре поддържана, норията ще претърпява пълна подмяна на дървените си части на всеки 15 години. В Хама подобна поддръжка на нории се извършва от семейства на квалифицирани дърводелци, които предават тази роля от поколение на поколение, практика, която е оцеляла и до наши дни.

## Характеристики на нориите в  Хама

### Водни колела
Колелата са от тип „водно колело“, задвижвани от вода, течаща под тях и бутваща лопатките на колелото. По отношение на височината, най-високата от нориите е с диаметър 21 m, а най-малката е 7 m. Поне пет от тези нории са с 17 m или повече. Тези колела са изработени от различни видове дървесина за различни части. Масивните оси и лагери са от орехова дървесина, докато тополата е широко използвана за други части на колелото, а борът и дъбът също са споменавани. Малки дървени отделения за събиране на вода са вградени по целия ръб на водното колело, между лопатките, с които реката задвижва колелото. Те са като кутии с отворена половина от едната страна и с чучур, през който водата се излива в най-високата точка на въртене (вижте снимката отблизо по-долу). Повечето нории v Hama имат кутия за събиране на вода между всеки чифт гребла. Но при някои те са разположени по-широко, например по една кутия между всеки пет гребла. По отношение на водоносимостта, в различните нории кутиите варират от 4 до 12 литра. Дебитът на вода в нориите на Хама варира между 50 000 и 200 000 литра на час, в зависимост от размера на норията. Кратки описания на всяка от 14-те нории в Хама са предоставени в доклада на Американското дружество на машинните инженери относно определянето на Нория ал-Мухамадия като историческа забележителност на машиностроенето.

### Преливници
Нориите на Хама винаги са непосредствено надолу по течението от преливник – нисък язовир, който гарантира, че речната сила се концентрира през канал, водещ до колелото на норията. Когато нивата на реката са ниски, цялата вода може да тече през нориевия канал в преливника; когато реката е висока, излишната вода просто тече през преливника. Често има допълнителни канали в тези преливници и шлюзове за фина настройка на речното налягане върху водното колело и следователно на скоростта, с която се върти нория. Описанието на нориите в Хама от Ал Дбият съдържа диаграма, която ясно показва тези характеристики. Понякога две, три или дори четири нории споделят един и същ бент, с по една или две нории от всяка страна на реката. Това струпване на нории е очевидно на картата на нориите в Хама на Ал Дбият, както и за взискателен зрител на сателитни карти на Хама. Понякога преливникът се изгражда под ъгъл спрямо нория, така че да се концентрира максимално речната сила върху канала, водещ към колелото.

### Акведукти
Нориите изпускат вода в акведукти, построени върху високи каменни арки. За да улови водата, всеки акведукт има много къс участък, успореден на водното колело и реката. Това се свързва под ъгъл от 90 градуса с основната част на акведукта, който се отдалечава от реката и понякога е бил дълъг стотици метри. Някои акведукти получават вода от две нории с еднаква височина, по една от всяка страна на късия участък, успореден на водното колело. Голяма част от акведуктите вече са разрушени и днес малко акведукти продължават много далеч.

### Системи за споделяне на вода
Когато нориите са били използвани за напояване, акведуктите са се вливали във водни канали, всеки от които е захранвал множество овощни и зеленчукови градини. Въпреки че повечето нории в Хама са били собственост на богати земевладелци, разходите за тях, поддръжката и водата им са се споделяли колективно от потребителите на вода във всяка нория. Подобни системи за организирано споделяне на вода са широко разпространени в традиционните мюсюлмански общества. Градинарите често споделят водата, като бързо настройват малки импровизирани язовири от камъни и парцали, които насочват потока към разклоненията на водните канали.

## Нория ал-Мухамадия
Това гигантско колело е с диаметър 21 m. Построена е, за да снабдява с вода Голямата джамия в Хама, намираща се на 1 km разстояние, а също така е снабдявала обществен хамам (баня) и фонтани, къщи и градини наблизо. Датата на построяване 1361 г. е установена от надпис върху акведукта му, в който се посочва 763 година от ислямския календар.
Тази нория има 120 кутии за събиране на вода, вградени в ръба ѝ. Те издигат 200 000 литра вода на час. Колелото прави едно завъртане за една минута, много по-дълго от по-малките нории.
За да се задвижва колело, носещо такова тегло вода, е построен изключително дълъг бент под много остър ъгъл, за да се концентрира силата на реката върху основата на колелото. Тази подредба може да се види ясно на сателитните карти на Хама.
В продължение на близо 500 години Нория ал-Мухамадия е била най-високото водно колело в света. През 1854 г. то е надминато от Laxey Wheel –  водно колело за изпомпване на минни води на остров Ман, остров между Англия и Ирландия.  Колелото Лакси е само малко по-високо, с диаметър 22,1 m.

## От напоителни устройства до забележителности на културата
От 30-те до края на 50-те години на XX век нориите на Хама се конкурират с новите напоителни помпи, задвижвани от бензинови или дизелови двигатели. Моторизираните помпи предлагат на предприемчивите фермери средство за получаване на допълнителна вода за отглеждане на повече храна за нарастващото население. Тежък удар върху нориите дойде през 1960 г. с построяването на язовир Растан нагоре по течението от Хама. Това намалява нивата на водата в Оронт, така че в продължение на няколко месеца от годината нориите на Хама вече не могат да работят и моторизираните помпи станаха единственото средство за непрекъснато напояване. Периодите на неизползване водят до изсъхване, свиване и напукване на дървесината в нориите, което прави поддръжката скъпа. До 1970 г. броят на използваните нории е спаднал до осем, от 20-те, отбелязани от датски археолози в Хама през 30-те години на XX век. Между 1977 и 1981 г. са реставрирани шест нории.
През февруари 1982 г. армията на първия баасистки диктатор на Сирия Хафез ал-Асад предприема масирана атака срещу Хама, за да потуши въоръжения бунт на Мюсюлманско братство (т. нар. Клане в Хама). В продължение на три седмици градът е бомбардиран от самолети, обстрелван от артилерия и танкове, а накрая големи площи са разрушени с динамит и булдозери. Хиляди граждани на Хама са убити. Исторически сгради като Голямата джамия в Хама са изравнени със земята, а големи части от историческия град Хама са направени напълно неузнаваеми. Според любимия британски биограф на Хафез ал-Асад, „около 1/3 от историческия център на града е била разрушена... Цялата Хама е била преустроена в голям мащаб“. Относно въздействието върху нориите на Хама информацията е оскъдна, тъй като правителството на Асад категорично не насърчава споменаването на събитията от 1982 г. Според неправителствен източник изглежда, че самите дървени нории не са претърпели големи щети и са се възстановили в рамките на месеци. Важен въпрос без отговор е дали през 1982 г. каменните акведукти на нориите са претърпели мащабното разрушаване, което сега изключва всякакво полезно доставяне на вода.
Правителството на Асад избирателно възстановява ограничена част от историческата Хама, като Голямата джамия, и озеленява или преустройва останалата част. Нориите изиграват важна роля в популяризирането на Хама като туристическа дестинация от страна на правителството. Реставрацията на нориите продължава, достигайки своя връх през 1988 г., когато са реставрирани седем нории. Резултатът са 17 нории, които се въртят и повдигат вода, но не могат да я доставят надалеч, защото акведуктите им вече са прекъснати. Те функционират като популярна културна атракция, осветена по време на събития като Пролетния фестивал в Хама, когато Оронт тече добре и нориите могат да се обръщат. През деня или нощта те могат да бъдат визуално впечатляващи, улавяйки светлина в завесите от пръски, капещи от водните им кутии, или хвърляйки огромни въртящи се сенки. Що се отнася до звука, много от нориите на Хама издават мощни стенещи, монотонни или бръмчащи звуци от дебелите си дървени оси, които са дали името на нориите. Един отдавна почитан спорт сред младежите от Хама е язденето на движещи се нории, понякога с гмуркане в реката от върха, както е показано в онлайн видео от 2005 г. Голяма част от илюстрациите и информацията, достъпни сега за нориите на Хама, произлизат от тези 17 нории от периода между 80-те години на XX век и сирийската гражданска война през 2011 г. През 1999 г. сирийското правителство подава заявление до ЮНЕСКО за обявяване на нориите в Хама за обект на световното културно наследство.

## Нориите в Хама и гражданската война в Сирия
Нориите в Хама до голяма степен са пощадени от щети по време на гражданската война, която започва през 2011 г. Тъй като Хама е известна като консервативен и войнствен сунитски мюсюлмански град, където омразата към светската диктатура на Баас се засилва след клането през 1982 г., тя се оказва очаквана огнищна точка за бунт. Диктатурата на Башар ал-Асад полага големи усилия да запази контрола над Хама от самото начало. През юли и август 2011 г. Асад използва масивна смъртоносна сила срещу големи тълпи от демонстранти в Хама (Обсада на Хама). Впоследствие правителството на Асад запазва контрола над града, така че Хама никога не понася въздушните нападения, които правителството нанася върху райони, контролирани от противниците му.
Повечето от нориите на Хама оцеляват. Американската асоциация за развитие на науката сравни сателитни снимки отпреди войната на 10 обекта с нории в Хама с тези от 2014 г. и заключава, че не са нанесени сериозни щети. Въпреки това една нория е умишлено изгорена през 2014 г., някои са ограбени за дървен материал, а други страдат от липса на поддръжка. Статия от средата на 2020 г. в онлайн списанието на английски език Arab Weekly интервюира традиционни майстори на нории, които реставрират Нория ал-Мухамадия в Хама, както и служител на Хама, отговорен за нориите. Въпреки че местните граждански инициативи за възраждане на нориите са в ход, това се оказва трудно поради липса на средства за материали и сериозен недостиг на подходящо квалифицирани традиционни майстори на нории, поради смърт или емиграция по време на конфликта.

## Галерия
- Голяма нория в Хама
- Нориите в Хама
- Видео и звук от Нория в Хама. Обърнете внимание на кутиите за събиране на вода на всяко пето гребло на ръба на колелото.
- Ак-На‘урах ал-Мухамадиях в нач. на XX век